# Venta Nueva
Venta Nueva (o simplemente La Venta) es una localidad y pedanía española perteneciente al municipio de Huétor Tájar, en la provincia de Granada, comunidad autónoma de Andalucía. Está situada en la parte suroriental de la comarca de Loja, a 1,7 km al sur del núcleo principal del municipio en una zona alomada en el borde de la llanura aluvial del río Genil. La población está conectada con Huétor Tájar y con la autovía A-92 por medio de la carretera provincial GR-4000.
Los equipamientos y servicios son escasos dependiendo por completo de Huétor Tájar; cabe destacar la construcción del CPR "Táxara".

## Historia
Existe constancia de la existencia de Venta Nueva en 1850 ya que es mencionada en el Diccionario de Pascual Madoz. La población tiene su origen en la construcción de la carretera general de Granada a Málaga, donde se desarrolló una venta al pie de la carretera a su paso por el término municipal de Huétor Tájar.
A partir de los planes parciales ejecutados en las Normas subsidiarias del Municipio (1998) se han ampliado las zonas urbanizables y la mejora de vías de comunicación y algunos servicios terciarios. En el avance del PGOU (2008) están proyectadas nuevas ampliaciones del núcleo tanto de suelo urbano como terciario, que unirán Venta Nueva con el polígono industrial de La Catalana.

## Demografía
Según el Instituto Nacional de Estadística de España, en el año 2024 Venta Nueva contaba con 885 habitantes censados, lo que representa el 8,31% de la población total del municipio.

### Evolución de la población
| Gráfica de evolución demográfica de Venta Nueva entre 2003 y 2013 |
|                                                                   |
| Datos según el nomenclátor publicado por el INE.                  |

## Economía
En su origen la actividad económica estaba ligada al paso de la carretera nacional N-342, pero en la actualidad, dada su cercanía al núcleo de Huétor Tájar, su actividad económica se asimila a la de la cabecera municipal, quedando la pedanía muy integrada en el núcleo principal.